# 레이디 마리나 윈저
레이디 마리나 샬럿 알렉산드라 캐서린 헬렌 윈저(Lady Marina Charlotte Alexandra Katharine Helen Windsor, 1992년 9월 30일 ~ )는 영국 귀족 출신으로 영국 왕실의 친척이다. 조지 5세의 고손녀이자 한때 찰스 3세가 제거됐던 2촌 조카지만 2008년 로마 가톨릭교회에 입성하면서 왕위 계승 서열에서 제외됐다.